# Pseudolasius tenuicornis
Pseudolasius tenuicornis är en myrart som beskrevs av Carlo Emery 1897. Pseudolasius tenuicornis ingår i släktet Pseudolasius och familjen myror. Inga underarter finns listade i Catalogue of Life.